# Gonneville-sur-Mer
Gonneville-sur-Mer és un municipi francès situat al departament de Calvados i a la regió de Normandia. L'any 2007 tenia 585 habitants.

## Demografia

### Població
El 2007 la població de fet de Gonneville-sur-Mer era de 585 persones. Hi havia 242 famílies de les quals 48 eren unipersonals (16 homes vivint sols i 32 dones vivint soles), 105 parelles sense fills, 85 parelles amb fills i 4 famílies monoparentals amb fills.
La població ha evolucionat segons el següent gràfic:
Habitants censats

### Habitatges
El 2007 hi havia 912 habitatges, 245 eren l'habitatge principal de la família, 662 eren segones residències i 5 estaven desocupats. 412 eren cases i 3 eren apartaments. Dels 245 habitatges principals, 219 estaven ocupats pels seus propietaris, 18 estaven llogats i ocupats pels llogaters i 8 estaven cedits a títol gratuït; 2 tenien una cambra, 4 en tenien dues, 17 en tenien tres, 55 en tenien quatre i 166 en tenien cinc o més. 212 habitatges disposaven pel capbaix d'una plaça de pàrquing. A 101 habitatges hi havia un automòbil i a 138 n'hi havia dos o més.

### Piràmide de població
La piràmide de població per edats i sexe el 2009 era:
| Homes | Edats   | Dones |
| ----- | ------- | ----- |
| 0     | 95 o +  | 0     |
| 4     | 90 a 94 | 0     |
| 0     | 85 a 89 | 4     |
| 8     | 80 a 84 | 4     |
| 4     | 75 a 79 | 16    |
| 4     | 70 a 74 | 4     |
| 12    | 65 a 69 | 20    |
| 32    | 60 a 64 | 24    |
| 20    | 55 a 59 | 28    |
| 24    | 50 a 54 | 28    |
| 16    | 45 a 49 | 36    |
| 24    | 40 a 44 | 24    |
| 20    | 35 a 39 | 4     |
| 8     | 30 a 34 | 24    |
| 20    | 25 a 29 | 20    |
| 12    | 20 a 24 | 12    |
| 24    | 15 a 19 | 16    |
| 20    | 10 a 14 | 4     |
| 16    | 5 a 9   | 8     |
| 16    | 0 a 4   | 4     |

## Economia
El 2007 la població en edat de treballar era de 387 persones, 259 eren actives i 128 eren inactives. De les 259 persones actives 235 estaven ocupades (129 homes i 106 dones) i 24 estaven aturades (12 homes i 12 dones). De les 128 persones inactives 66 estaven jubilades, 29 estaven estudiant i 33 estaven classificades com a «altres inactius».

### Ingressos
El 2009 a Gonneville-sur-Mer hi havia 241 unitats fiscals que integraven 610 persones, la mediana anual d'ingressos fiscals per persona era de 23.061 €.

### Activitats econòmiques
Dels 37 establiments que hi havia el 2007, 7 eren d'empreses de construcció, 4 d'empreses de comerç i reparació d'automòbils, 3 d'empreses de transport, 6 d'empreses d'hostatgeria i restauració, 3 d'empreses d'informació i comunicació, 1 d'una empresa financera, 1 d'una empresa immobiliària, 8 d'empreses de serveis, 3 d'entitats de l'administració pública i 1 d'una empresa classificada com a «altres activitats de serveis».
Dels 9 establiments de servei als particulars que hi havia el 2009, 1 era un taller de reparació d'automòbils i de material agrícola, 3 guixaires pintors, 2 fusteries, 2 lampisteries i 1 restaurant.
L'any 2000 a Gonneville-sur-Mer hi havia 15 explotacions agrícoles que ocupaven un total de 184 hectàrees.

## Poblacions més properes
El següent diagrama mostra les poblacions més properes.